# ソニー音楽財団
公益財団法人ソニー音楽財団（ソニーおんがくざいだん、英: Sony Music Foundation）は、音楽、オペラ、舞踊等の普及向上をはかり、国際交流の促進、創造開発の活発化、人材の育成等に努め、日本の文化の発展に寄与することを目的として設立された公益法人。

## 沿革
- 1977年（昭和52年） - 設立。
- 1984年（昭和59年）10月2日 - 財団法人ソニー音楽芸術振興会に名称変更。
- 2012年（平成24年）4月1日 - 公益財団法人に移行、公益財団法人ソニー音楽財団に名称変更。

## 主な活動

### コンサートの主催及び企画並びに制作受託
- 0才まえのコンサート® 〜ママのおなかは特等席〜
- Concert for KIDS 〜0才からのクラシック®〜
- Concert for KIDS 〜3才からのクラシック®〜
- 子どもたちに贈るスペシャル・コンサート・シリーズ
- 日本赤十字社 献血チャリティ・コンサート
- GREAT ARTIST SERIES
- 東日本大震災 復興支援プロジェクト
- Dream Seats
- 子ども音楽新聞
- こどものためのクラシック

### 国際的コンクール等の開催及び協力
- 国際オーボエコンクール

### 芸術家の顕彰
- 齋藤秀雄メモリアル基金賞

註：指揮とチェロの2部門からなる。

### 音楽、オペラ、舞踊等に関する講習会等の開催
- セミナー等の開催

### 芸術家の研鑽に対する助成
- 「国際オーボエコンクール」入賞者及び奨励賞受賞者に対する支援
- 「齋藤秀雄メモリアル基金賞」受賞者に対する支援

### 30周年記念事業（2014年度企画）
- 10代のためのプレミアム・コンサート
- レクチャー＆コンサート
- オーボエの祭典
- Concert for KIDS 30周年記念企画